# IAI Searcher
El IAI Searcher (Buscador en inglés), también conocido oficialmente en Israel con el nombre de חוגלה Hugla (Perdiz -alectoris- en hebreo), y extraoficialmente como מרומית Meyromit (Fumarel -chlidonias-), es un avión no tripulado (UAV) desarrollado por la división Malat (inicialmente llamada Mazlat) de la compañía Israel Aerospace Industries (IAI) en la década de 1980, como relevo de los IMI Mastiff e IAI Scout, entonces en servicio en la Fuerza Aérea Israelí, a los que sustituyó a comienzos de la década siguiente. Sus misiones son vigilancia, reconocimiento, adquisición de objetivos, ajuste del fuego de la artillería y evaluación de daños. Está fabricado con materiales compuestos para reducir su eco radar.

## Diseño y desarrollo

### Searcher
La configuración del Searcher es muy similar a la de los mencionados IAI Scout e IAI Pioneer, aunque es un avión notablemente más grande; de hecho, es bastante más del doble del tamaño del Scout. Respecto a sus predecesores, cuenta con aviónica y sensores actualizados, autonomía incrementada y una mayor redundancia de sistemas para aumentar sus posibilidades de supervivencia. Entró en servicio en la Fuerza Aérea Israelí en 1992.

### Searcher II

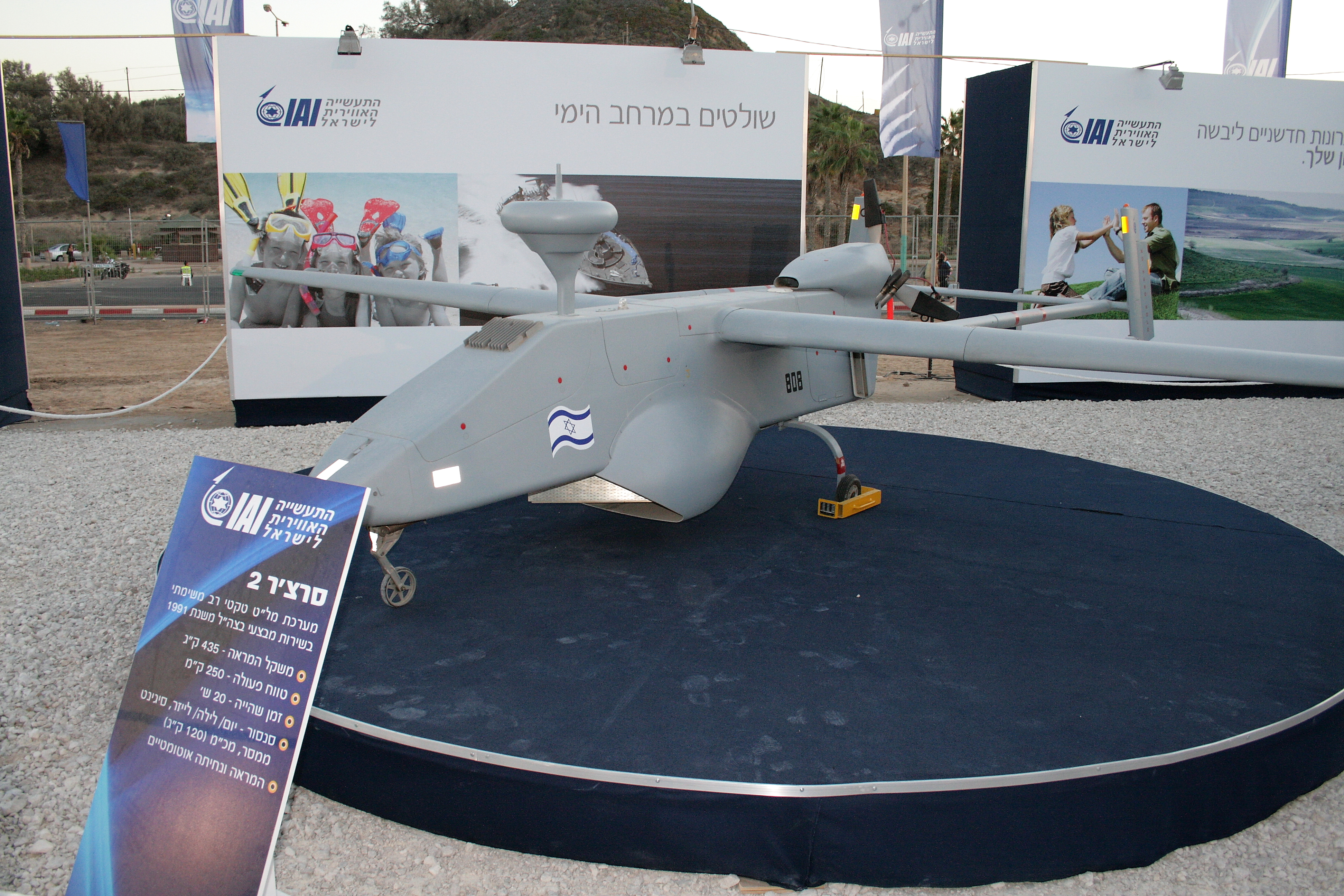
Searcher II.

El Searcher II (o Searcher Mk.II) es un desarrollo adicional, de mayor autonomía y tamaño (5,85 m de longitud frente a 5,10 del Searcher original). Posee alas con flecha positiva, un nuevo motor, nuevo sistema de navegación y sistemas de comunicaciones avanzados. Tiene un alcance que va de los 250 a los 350 km, según la configuración, y 15 horas de autonomía de vuelo. Su techo operacional es de 20 000 pies (6096 m), pesa 426 kg y su carga útil es de 45 kg. El despegue lo hace desde una pista, por sus propios medios o asistido por cohetes (RATO, Rocket Assisted Take-Off), mientras que el aterrizaje puede hacerlo también en una pista por sus medios, o bien frenado por un paracaídas o una red. El tren de aterrizaje es fijo. Su motor es de pistón de cuatro tiempos, de una potencia de 73 CV (54 kW) (47 CV en el Searcher). El guiado es mediante piloto automático apoyado por un sistema de radio control. Puede mantenerse en contacto con la estación de control de tierra en un radio de 200 km, pudiendo operar con climatología adversa. En caso de perder el contacto, está programado para regresar al punto de partida de manera autónoma. Entró en servicio en la Fuerza Aérea Israelí en 1998.

### Searcher III
El Searcher III (Searcher Mk.III) surgió a raíz de las modificaciones introducidas en el Searcher Mk.II-J para responder a las especificaciones del contrato del Ejército de Tierra Español. Las diferencias incluyen la posibilidad de operar con relé, pudiéndose aumentar de ese modo el radio de operación respecto a la estación de control hasta los 300 km, y la capacidad de despegue y aterrizaje completamente automáticos, característica también conocida por su sigla en inglés ATOL (Automatic Take-Off and Landing), con dos sistemas que operan simultáneamente para conseguir la máxima seguridad. El tiempo máximo de permanencia en el aire es de 20 horas, con una altitud máxima de 23 000 pies (7010 metros), el peso máximo al despegue es de 436 kg y la carga útil de 120 kg. Incorpora mejoras en su equipo propulsor para reducir su nivel de ruido, y de ese modo minimizar su detectabilidad acústica.

### Sensores (Searcher III)
Los sensores que puede llevar incluyen una torreta electroóptica IAI/TAMAM MOSP, valorada en un millón de €, con  sensores de televisión/infrarrojos/designador láser o una combinación de ellos y un radar ISTAR (Intelligence, Surveillance, Target Acquisition and Recconnaissance, Inteligencia, Vigilancia, Adquisición de objetivos y Reconocimiento) ELTA (filial de IAI) EL/M-2055D, con funciones de apertura sintética (SAR, Synthetic Aperture Radar) e indicación de objetivos terrestres en movimiento (GMTI, Ground Moving Target Indication). Este radar, que pesa 38 kilos, tiene un alcance máximo de 35 km, pudiendo explorar un área de hasta 2000 km² a la hora. También puede llevar equipo de inteligencia de señales (SIGINT, SIGnals INTelligence). El enlace de datos (data link) puede ser directo por línea de mira (LOS, Line of Sight) o mediante relés, bien a bordo de otro UAV o basados en tierra.

## Usuarios
Corea del Sur
- Ejército de la República de Corea

 Ecuador

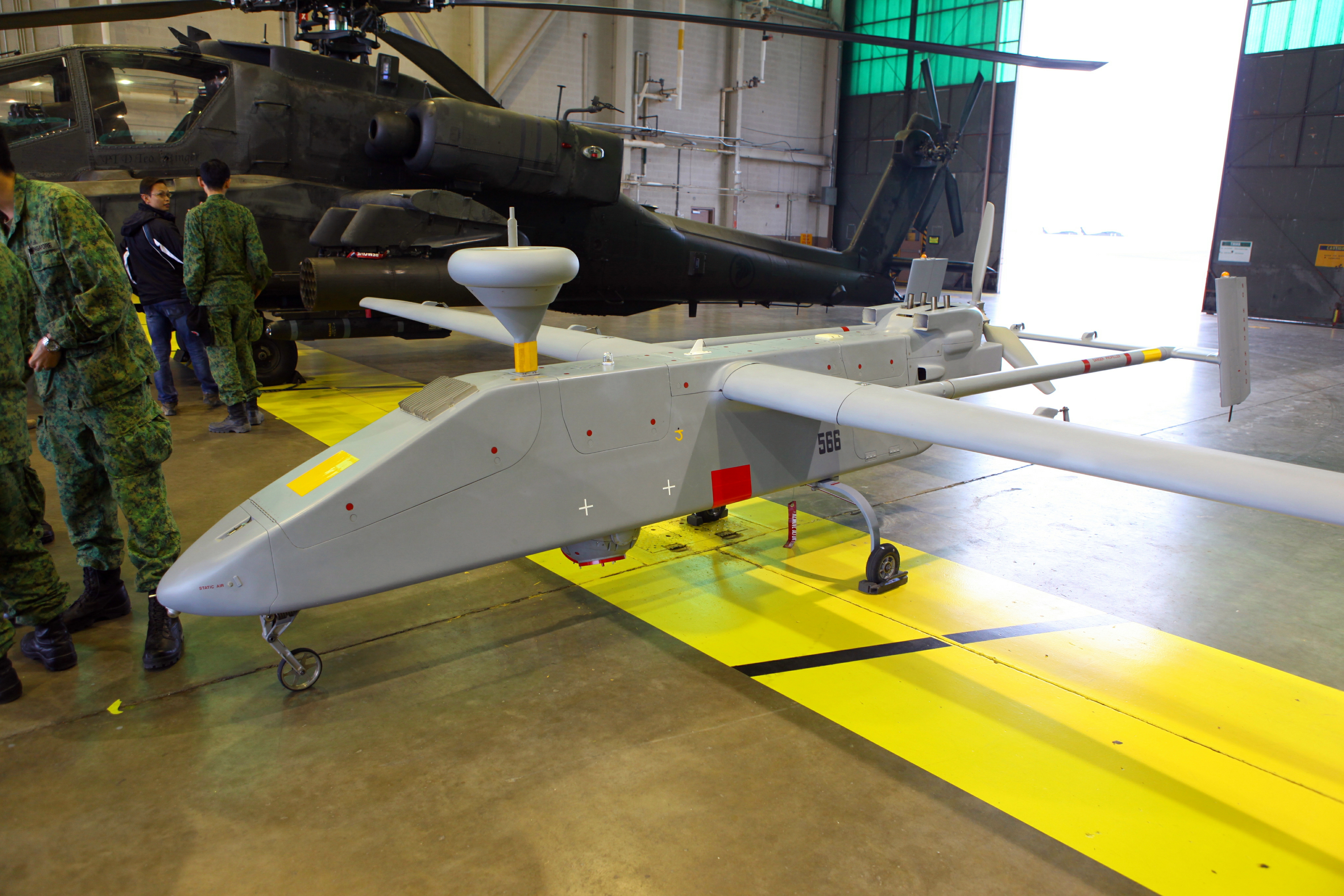
Searcher II de la Fuerza Aérea de la República de Singapur.

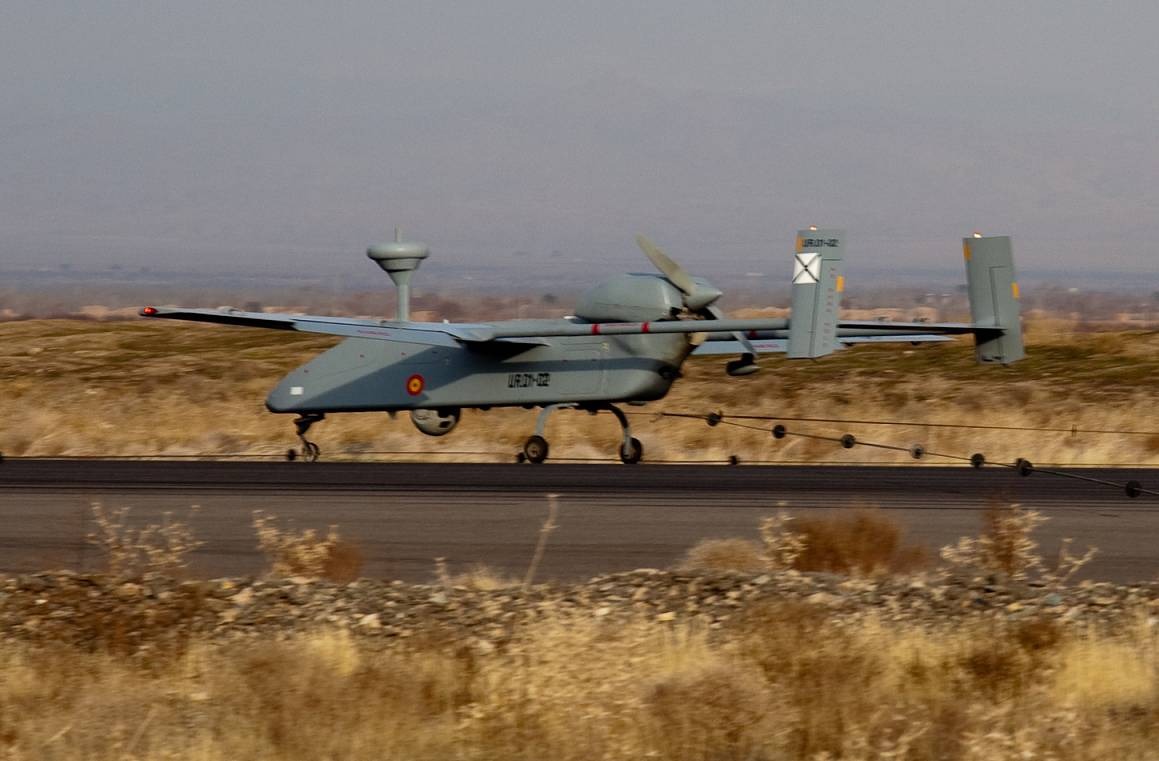
IAI Searcher Mk.II-J del Ejército de Tierra de España.

- Armada del Ecuador: adquirió 4 Searcher Mk.II por 22 millones de $,[2] que actualmente son operados desde la base aeronaval de Manta.[3]

 España
- Ejército de Tierra: 3 Searcher Mk.II-J y 1 Searcher Mk.III. Para el contrato del Ejército Español, IAI se asoció con la UTE formada por las españolas Indra Sistemas y EADS-CASA. El Ejército de Tierra adquirió 4 aviones IAI Searcher Mk.II-J por 14,37 millones de €, que recibió en Israel el 21 de diciembre de 2007.[4] En septiembre de 2009 ha adquirido por 5,3 millones de € un nuevo ejemplar para sustituir a otro accidentado en Afganistán. Conforman el denominado sistema PASI del Ejército (Plataforma Autónoma Sensorizada de Inteligencia). Este sistema está basado en plataformas aéreas con posibilidad de empleo de día y de noche, que permitan acciones de vigilancia, obtención de información y reconocimiento de zonas en profundidad. Para ello cuenta, aparte de con las cuatro plataformas aéreas, con una estación de control en tierra, un sistema de lanzamiento/despliegue y aterrizaje, una terminal de datos en tierra y una terminal de vídeo remoto. Aunque los tres primeros aviones llevan la designación Mk.II-J, sus características son las del Mk.III, siendo en la práctica los 4 ejemplares idénticos.[5]

 India
- Fuerza Aérea India: 100 Searcher Mk.II. India adquirió sus Searcher II por un coste de 750 millones de $ y puede doblar su pedido.[6] El 7 de junio de 2002, después de haber penetrado sustancialmente en territorio pakistaní, uno de ellos fue derribado por un misil AIM-9L lanzado por un caza F-16 de la Fuerza Aérea de ese país.[7]

 Israel
- Fuerza Aérea Israelí: 200 Searcher y otros tantos Searcher Mk.II. Han sido utilizados en Líbano contra Hezbolá y en la Franja de Gaza.

 Singapur
- Fuerza Aérea de la República de Singapur

 Tailandia
 Turquía
- Fuerza Aérea Turca: un único Searcher Mk.II adquirido para sustituir a un IAI Heron perdido durante una misión sobre el Kurdistán.[8]

## Historia operacional
- El 21 de mayo de 2015, un ejemplar ruso Forpost (Searcher II matrícula 923) se estrelló cerca de Avdiivka (óblast de Donetsk, Ucrania). La aeronave fue derribada por la Fuerza Aérea Ucraniana, que afirmó que la Federación Rusa había violado el derecho internacional.[9]
- El Forpost-R es la designación del UCAV desarrollado en Rusia basado en el IAI Searcher. Rusia utilizó drones de este tipo durante la invasión rusa de Ucrania de 2022, y al menos uno fue destruido.[10]

## Especificaciones (Searcher II)

### Características generales
- Tripulación: Tripulado remotamente
- Longitud: 5,5 m (18 ft)
- Envergadura: 8,6 m (28,1 ft)
- Altura: 1,3 m (4,1 ft)
- Superficie alar: 75 m² (807,3 ft²)
- Peso vacío: 426 kg (938,9 lb)
- Peso útil: 45 kg (99,2 lb)
- Peso máximo al despegue: 500 kg (1102 lb)
- Planta motriz: 1× motor bóxer de cuatro cilindros y dos tiempos Limbach L550E.
  - Potencia: 37 kW (51 HP; 50 CV)
- Hélices: 1× Born tripala de paso ajustable por motor.
- Diámetro de la hélice: 1,2 m

### Rendimiento
- Velocidad máxima operativa (Vno): 198 km/h (123 MPH; 107 kt)
- Alcance: 250 km (135 nmi; 155 mi) (350 km según configuración)
- Techo de vuelo: 6096 m (20 000 ft)
- Tiempo máximo de permanencia en el aire: 15 horas

## Aeronaves relacionadas

### Armas similares
- Elbit Hermes 450
- IAI Pioneer
- IAI Scout

### Secuencias de designación
- Secuencia NR._ (Aeronaves No tripuladas del Ejército del Aire español, 1978-presente): UR.01 - NR.03 - NR.04 - NR.05 →